# ستيف ويتون
ستيف ويتون (بالإنجليزية: Steve Whitton)‏ هو لاعب كرة قدم ومدرب كرة قدم بريطاني في مركز الهجوم، ولد في 4 ديسمبر 1960 في لندن في المملكة المتحدة. لعب مع إيبسويتش تاون وبرمنغهام سيتي وشيفيلد وينزداي وكوفنتري سيتي وكولتشستر يونايتد ونادي هالمستاد ووست هام يونايتد.

## وصلات خارجية
- ستيف ويتون على موقع قاعدة بيانات كرة القدم.إي يو (الإنجليزية)
- ستيف ويتون على موقع Soccerbase.com (لاعب) (الإنجليزية)
- ستيف ويتون على موقع عالم كرة القدم.نت (الإنجليزية)